# تپه شماره ۱ قوری دره
تپه شماره ۱ قوری دره مربوط به هزاره اول قبل از میلاد است و در شهرستان شاهرود، بخش میامی، روستای سوداغلن واقع شده و این اثر در تاریخ ۱۰ دی ۱۳۸۱ با شمارهٔ ثبت ۶۵۹۰ به‌عنوان یکی از آثار ملی ایران به ثبت رسیده است.